# D’Alembert-elv
A Newton II. törvényét kifejező {\displaystyle F=ma} egyenletet Jean le Rond d’Alembert egyensúlyi egyenlet alakjában írta fel:
{\displaystyle F-(ma)=0}
Ez az átrendezés nem egyszerű algebrai átrendezés, sokkal mélyebb értelme van. Az m·a mennyiség a mozgásjellemzőket tartalmazó oldalról az erő oldalra került át, tehát megváltozott a jellege. Így az m·a mennyiséget erőnek kell tekintenünk, ezt a képzelt erőt d’Alembert-féle tehetetlenségi erőnek nevezte.
D’Alembert elve értelmében a mozgó testre ható erők a tehetetlenségi erővel együtt egyensúlyban vannak. Ezt az egyensúlyi állapotot a statikai egyensúlytól megkülönböztetve kinetikai egyensúlynak nevezzük.